# Niedźwiedź brunatny (podgatunek)
Niedźwiedź brunatny, niedźwiedź brunatny zwyczajny, niedźwiedź europejski (Ursus arctos arctos) – podgatunek niedźwiedzia brunatnego, drapieżnego ssaka należącego do rodziny niedźwiedziowatych. Występuje w całej północnej Eurazji.
Posiada gęste brązowe futro, które może być jaśniejsze lub ciemniejsze i dorasta do 10 cm długości. Ma czterdzieści dwa zęby, duże łapy i wielkie pazury. Samce ważą zazwyczaj 300 – 400 kg, samice 250 – 300 kg. Największy zarejestrowany niedźwiedź miał ponad 2,5 m długości i aż 481 kg wagi. Niedźwiedzie występujące na terenie Azji są jaśniejsze, bardziej agresywne od tych w Europie. Jego pożywienie stanowi mięso i pokarm roślinny.
Naukowcy twierdzą, że niedźwiedź europejski został oddzielony jako podgatunek od niedźwiedzia brunatnego około 850 tysięcy lat temu. Największe populacje występują w Chorwacji, Bośni, Słowenii, Bułgarii, Słowacji i Rumunii.
W Europie kontynentalnej według danych z lat 2010-2012 (z wyłączeniem Rosji, Białorusi i Ukrainy) żyło 17 tys. osobników. Stałą obecność stwierdzono w 22 krajach, areał stałego zasięgu wynosił 485 400 km². W Polsce ok. 2011 r. populacja wynosiła 80 osobników, a w okresie 1950-1970 roczną populację szacowano na 10-14 osobników. Największa populacja w Europie (bez Rosji i Ukrainy) zamieszkuje Rumunię, gdzie żyje około 6000 osobników. Na terenie dawnego Związku Radzieckiego występuje około 120 000 osobników.
W Polsce występuje tylko w Karpatach i na Podkarpaciu – w Tatrach i Beskidach (głównie w Bieszczadach).
Według prof. Jana Korwina Kochanowskiego ostatniego niedźwiedzia w Polsce centralnej zabito pod koniec XVII w. w lasach bedońskich. Na wielu obszarach Polski gatunek ten przetrwał jednak do XIX w. Spotykano go jeszcze wówczas w Górach Świętokrzyskich (ostatni okaz żyjący tam został zabity na Barczy), na Kurpiach Zielonych, na Mazurach i w Puszczy Białowieskiej.
W okresie międzywojennym w Puszczy Białowieskiej dokonano reintrodukcji tego zwierzęcia. Ostatecznie zakończyła się ona niepowodzeniem.

## Galeria

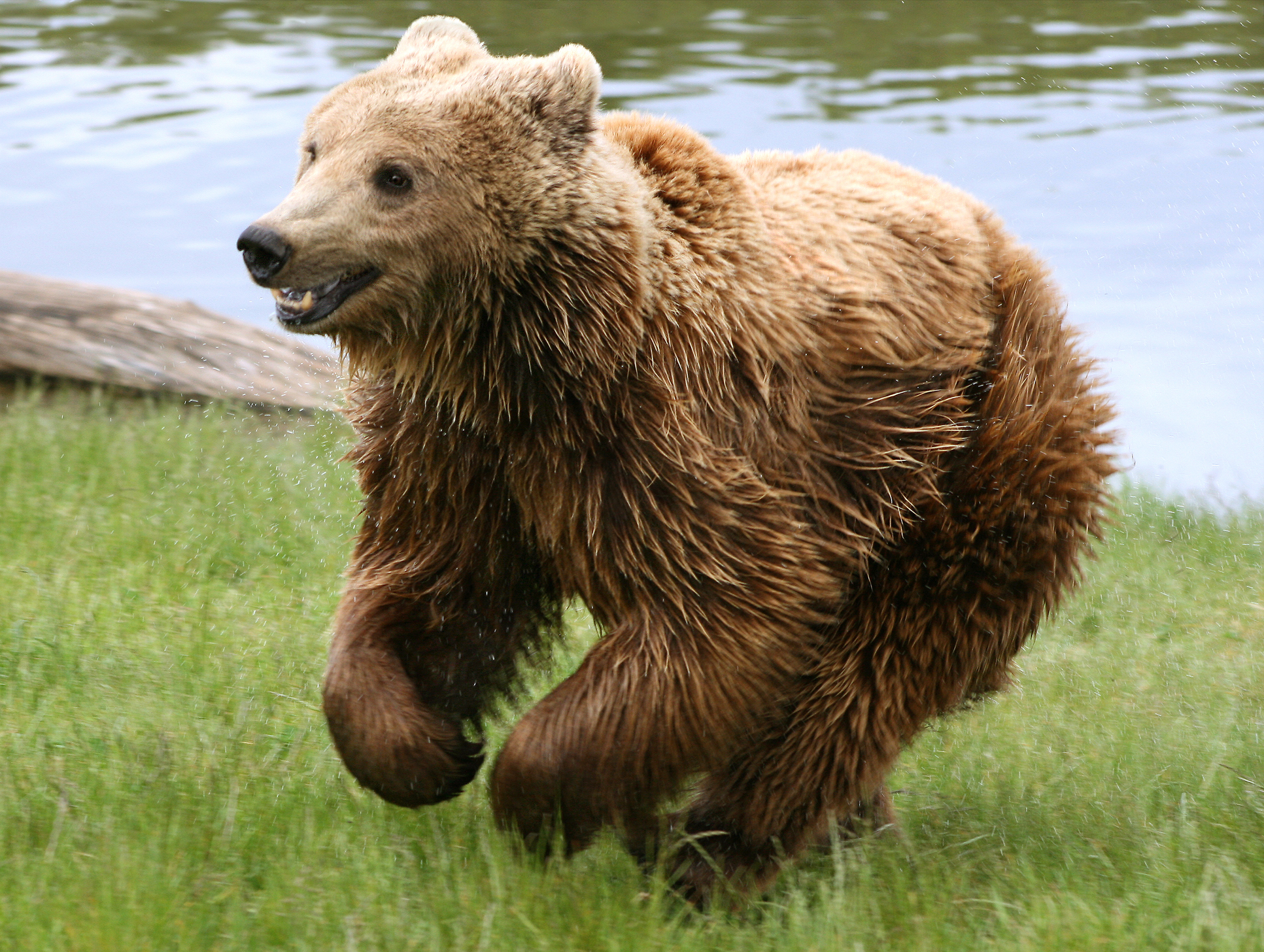
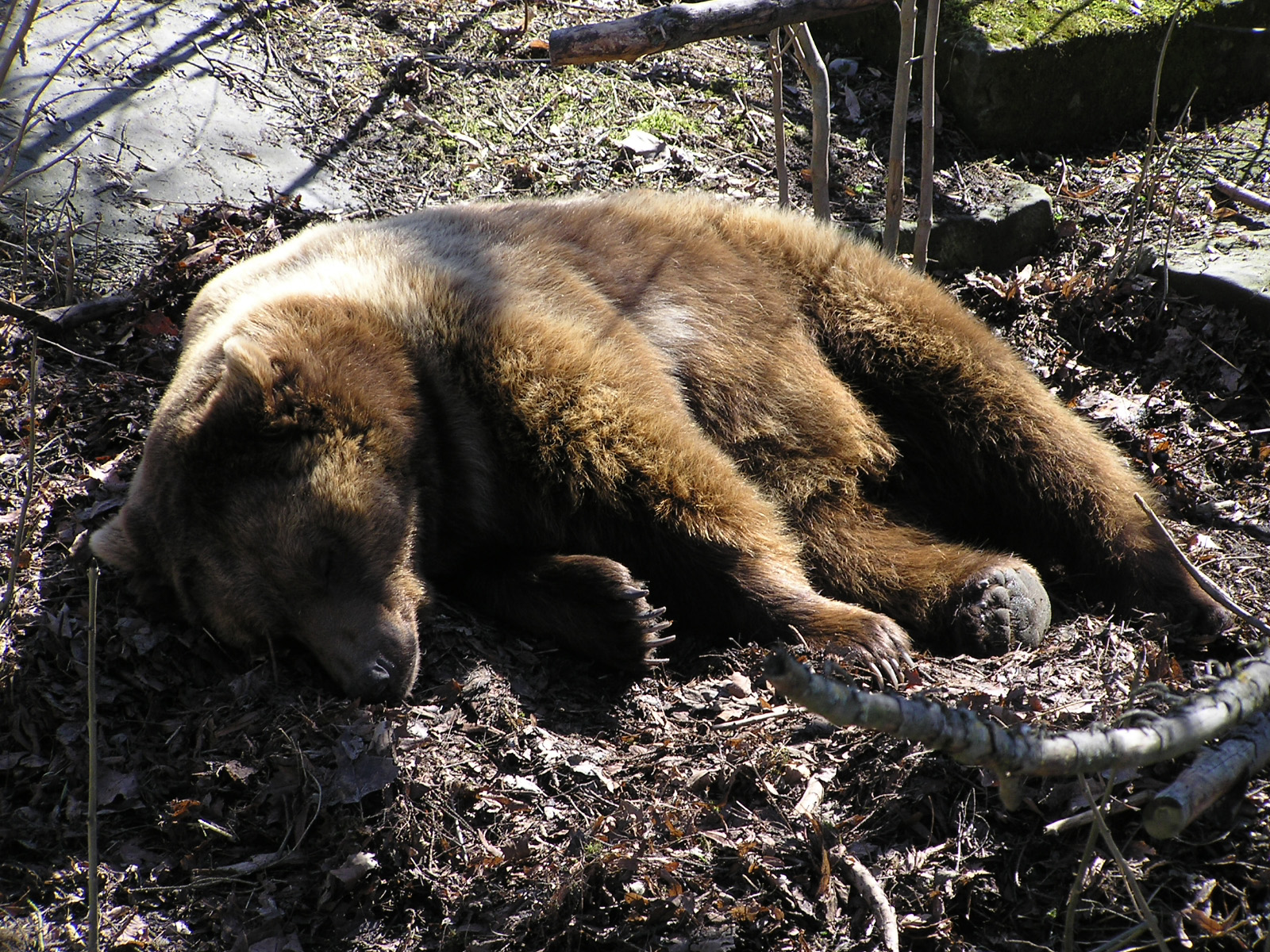
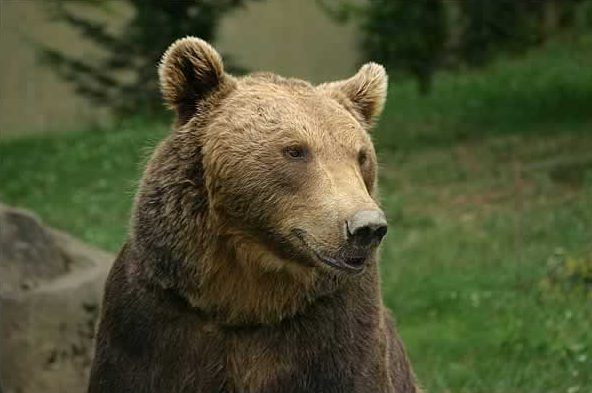